# Paszportyzacja (inwentaryzacja)
Paszportyzacja - system inwentaryzacji obiektów sieci (telekomunikacyjnej, energetycznej) wraz z ich parametrami. W systemie paszportyzacji każdy element posiada tzw. paszport, paszporty to dokumenty ewidencyjne elementów sieci. Zazwyczaj paszporty określają geograficzne położenie elementów sieci, podstawowe parametry elementów oraz relacje opisywanego elementu z innymi elementami.